# 日本飛行学校
日本飛行学校（にっぽんひこうがっこう）は、1916年（大正5年）10月5日、後に東京国際空港（羽田空港）となる東京府荏原郡羽田町大字鈴木新田（現・東京都大田区羽田空港）に創設された日本初の民間飛行機操縦士の養成学校。一時期中断したが、1924年（大正13年）蒲田駅前に再建され、後に再び羽田の地に戻った。本項では日本飛行学校から派生した「日本自動車学校」についても併せて記述する。

## 日本飛行学校の設立
1916年（大正5年）、麻布に鉄工所を持ち発動機の研究開発をしていた友野直二と千葉県稲毛海岸で飛行練習に明け暮れていた玉井清太郎（1892(明治25)年生）が日本飛行機製作所を立ち上げる。同じ頃、飛行家を志すも強度の近視のため断念し飛行雑誌で記事を書いていた相羽有（1895(明治28)年生）も友野を通じて清太郎と出会う。飛行機に夢を賭ける二人はすぐに意気投合し、日本民間飛行界の隆興のためにも一旗揚げようと共同で飛行家の養成学校を創ることを決めた。
当時は清太郎が24歳で相羽は21歳。正規の飛行場など用意できるわけもなかった。当初は千葉の稲毛海岸での開校を計画したが、海水浴客が危ながるからと追い出され、好適地を探した結果多摩川河口付近の川崎側、通称・三本葭（さんぼんよし）と呼ばれる三角州の干潟をその場所に決め、対岸の羽田町に学校を開くこととした。当時の羽田町は穴守稲荷神社を中心とした門前町や花街が発展しており、そこで古くから営業していた料亭である要館の主人・石關倉吉の協力を得た有らは元料亭の古い建物を校舎として、隣の建物を機体製作の作業場として借り受ける。
所在地は東京府荏原郡羽田町鈴木新田（現在の東京都大田区羽田空港の一部）。1916年（大正5年）8月16日付で清太郎が「日本飛行学校」の設立を申請し、同校は1917年1月4日正式に開校した。
相羽は両親の遺産一万円を設立資金として提供、学校運営を取り仕切る主事となり、清太郎は操縦教官となった。練習生は相羽が記者を務めていた雑誌・飛行界などで募集し、1916年（大正5年）12月にまず6名が第一期生として、続いて年末に5名が二期生として入校した。これら初期練習生の中には後に映画『ゴジラ』などの特技監督を務める円谷英二もいた。
校舎には「日本飛行学校」と「NIPPON FLYING SCHOOL」と二ヶ国語で書かれた看板を掲げ、略称NFSのロゴの入った飛行服も作られた。飛行練習の際は多摩川を渡し舟で越えて三本葭へ向かい（三本葭飛行練習場は干潟なので）練習は潮が引くタイミングを計って行われた。
創立時の授業料は一式込みで三百円。練習機はアメリカ製キャメロン25馬力発動機を搭載した玉井式2号機。このエンジンは10分以上連続運転すると加熱で変調するので一度飛ぶ度にしばらく時間をあける必要があった。

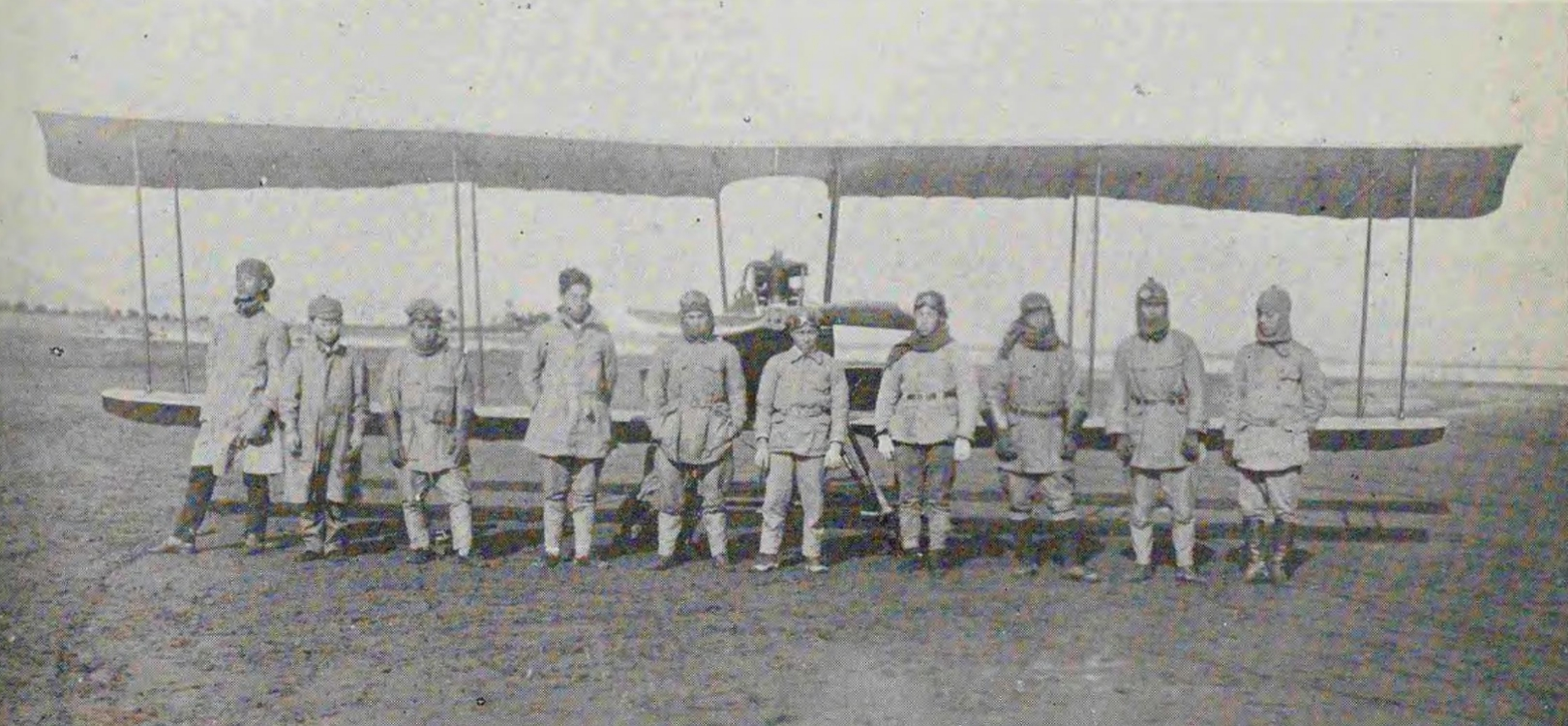
1917年1月。左から練習生の柳田、辻村、信田。主事の相羽有と教官の玉井清太郎。緒方練習生、玉井藤一郎、長谷川、石橋、青木各練習生。機体は玉井式2号機。

学校としたからにはもっと飛行機が必要だということで新たな機体の製作を開始。友野直二の援助を受けて工学博士の原愛次郎が設計し、清太郎と弟の藤一郎が製作に携わった。1917年（大正6年）、山形県鶴岡の発明王・斎藤外市から二千円で譲り受けたフランス製ノーム50馬力発動機を備えた3人乗りプロペラ機、玉井式3号機が完成。同年5月4日に長田と辻村の練習生2人を同乗させ試験飛行を行ったのち、同月20日を帝都訪問飛行の日と定めた。
当日の午前6時50分、単身で羽田を発った清太郎は芝浦の埋立地まで良く晴れた空を飛び、7時2分に到着。先着していた相羽らに迎えられた。同35分、多くの人々が見守る中で長田練習生と一万枚のビラを乗せて飛び立つと、20分ほどかけて新橋、両国、日本橋、東京駅の上空を飛び、檄文調の広告ビラを散布した。
午前9時20分からのこの日3回目の飛行。東京日日新聞の写真部員・湯川礼三を乗せて旋回したが、その着陸の際、地上から50m付近で突如左上翼が折れ芝浦海岸に墜落炎上。共に24歳という若さで志半ばにしてこの世を去った。
清太郎と同時期に稲毛海岸で練習していた1つ年上の伊藤音次郎が前年東京訪問飛行に成功して話題になっており、常に一歩先を行っていた彼にライバル心を抱いていたとも言われる。
また飛行家ではない一般社会人の空での犠牲は湯川が日本初であり、東京日日新聞社は遺族に五百円の弔慰金を送った。葬儀は青山斎場を会場とし、玉井清太郎は校葬、湯川礼三は社葬として合同葬を執り行った。
社会に大きな衝撃を与えたこの事故を受け、日本の民間航空界の今後を憂いた東京日日新聞の吉田ら5名の飛行記者が発起人となり日本飛行学校後援会が発足。1917年（大正6年）6月30日には新聞各紙にその旨が掲載され援助が呼びかけられた。同時に5人は殉職した清太郎に替わる教官が必要と思案。当時京都にいた元陸軍飛行教官の川上親孝中尉に白羽の矢を立て、粘り強く説得しついに承諾を得ると、7月9日をもって日本飛行学校は再開された。
また東京日日新聞の桑野記者をはじめ、浮世絵師の鳥居清忠や劇作家の田村西男ら文化人有志十数名が後援会と協力し素人演劇を企画・出演。江戸三座の一角として歴史のある下谷二長町の市村座を舞台とし、同年7月24,25日に上演され大成功を収めると、その収益金七百円は日本飛行学校への寄付に充てられた。

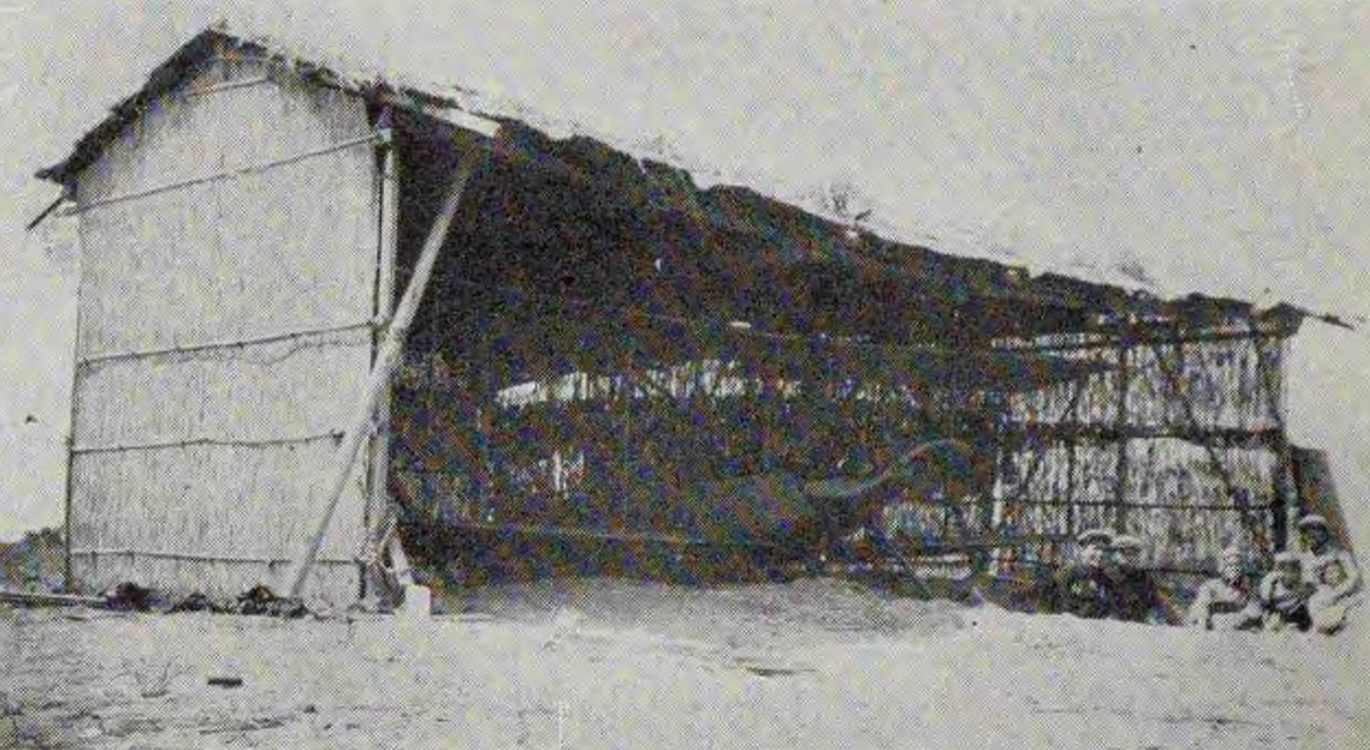
川崎大師側の堤に建てた最初の格納庫。丸太の骨組みに葦簀張りで簡素な造り。1916年。

亡兄の遺志を継いだ玉井藤一郎とも力を合わせ経営の立て直しを図る相羽は、飛行機講義録及び自動車講義録の販売を開始し通信教育も行っている。それらの努力を進めていた矢先の1917年（大正6年）9月末、大型の台風が関東に迫る。10月1日にはそれが首都を直撃し、さらには満潮のタイミングと重なったことから高潮被害が拡大。死者・行方不明者1,300人、全壊家屋43,000戸を超える大災害となり、日本飛行学校でも所持機が格納庫ごと流失する事態となった。
ここに至って相羽は飛行学校の継続が不可能と判断。藤一郎は相羽と別れ、練習生の片岡文三郎らを伴って独立。日本飛行学校からほど近い多摩川河畔に羽田飛行機研究所を設立した。教官の川上親孝も同じく別れ大森町本門寺通りに帝国飛行学校を設立したが長くは続かなかった。

### エピソード
- キャメロン25馬力エンジン搭載の玉井式2号機で皆が練習を重ねていた頃、頭山満の紹介によって大川周明がヴィ・デー・バクシ―という独立派インド人青年を連れてきた。彼は飛行学校練習生となり、相羽の通訳指導のもとで訓練に勤しんだが、絶えず刑事が付きまとっていた。有が警察や外務省などに問い合わせるとイギリス大使館の意向と判明したものの、それが止むことは無かった。結局3ヶ月ほど練習した後に退校していったが、飛行技術は習得できなかった[25]。
- 当時、日本飛行学校に在籍していた飛行練習生が初めてソロ（単独初飛行）する前夜、穴守稲荷神社の神前にひそかに油揚げを献じたところ、上首尾だったので、お礼参りをしたという[26]。
- 映画監督の本多猪四郎が後年に円谷英二から伝え聞いた話によれば、当時は葦簀張りの格納庫と長屋があるのみで、およそ学校らしい見た目ではなかったという[13]。また、ガソリンが不足していたため新入生を歓迎しており、一升瓶を抱えてガソリンを買いに行ったり、パンクしたタイヤを荒縄で直しているなど、のんきな雰囲気であったとされる[13]。

## 日本自動車学校
日本飛行学校では1917年（大正6年）7月の川上親孝中尉の教官就任と共に、これまで予備教育課程として教えていた自動車操縦法を専門に教える自動車部を新設。同年10月にはこれを独立させ羽田穴守の飛行学校敷地内に「日本自動車学校」を設立した。
これは日本で2番目に設立された自動車学校であり、英国車のハンバーとディムラ―、米国車のEMSの3台の自動車を準備し開校した。ここでは運転技術のみでなく分解や組み立て、修理技術なども教えている。
当時まだ自動車を運転できる人が少なく、運転手が高給の稼げる仕事だった時代背景や、また相羽自身の宣伝の才もあって自動車事業は大きな成功を収める。開校後2年も経たない1919年（大正8年）9月には蒲田村の駅前に新校舎を建てそちらに移転。飛行機事業の再起を計っていた相羽は1921年（大正10年）2月、日本自動車学校に航空科を設けた。
長く国内最大規模を誇った日本自動車学校は通算2万5千人を超える多くの卒業生を送り出し、1942年（昭和17年）末頃まで続いたとされる。

### 1923年の状況

#### 設置学科
- 速成科（2ヶ月）- 自動車運転技術者を養成。
- 本科（4ヶ月）- 自動車運転技術及び発動機の分解修理技術者を養成。
- 航空科（4ヶ月）- 飛行機設計製作の理論と技術、及び自動車運転技術を教授。
- 高等航空科（8ヶ月）- 飛行機及び発動機に関する理論と技術を教授。

その他、出版部発行の自動車講義録（全六巻）を読んで6ヶ月間自宅学習の後、1ヶ月の実習で卒業とする自動車校外生制度や、飛行機講義録の購入者向けの飛行機校外生（6ヶ月卒業）制度もあり。以上1923年（大正12年）当時の内容。

### 1928年の状況

#### 設置学科
- 速成科（2ヶ月）- 自動車操縦法、修理法の他、修身に数学、理化学に電気学、発動機に関することなどを教授。
- 本科（速成科＋2ヶ月＝4ヶ月）- 速成科の内容のより深いもの、特に修理法に関して教授。

航空科は1924年（大正13年）3月に独立し日本飛行学校となった。

#### 学費等
学費は速成科が入学金5円、授業料20円、実習費90円。本科（速成科卒業者のみ）が授業料20円、実習費80円。生徒数は速成科が196名、本科が32名、職員数42名。所在地は東京府蒲田町蒲田新宿十番地。以上1928年（昭和3年）当時の内容。

## 日本飛行学校の再建
日本自動車学校では1921年（大正10年）2月の航空科の設置後、1923年（大正12年）にはさらに操縦科を加えると、陸軍立川飛行場の西部分に許可を得て飛行練習場を開設。翌1924年（大正13年）3月27日には航空科を独立させ、ついに日本飛行学校を再建した。操縦教官には日本自動車学校卒業生であり、当時陸軍の所沢航空学校で指導していた小川寛爾飛行士を招聘している。
飛行士の育成を再開した相羽は続いて航空輸送事業を開始。1928年（昭和3年）9月には東京航空輸送社を設立した。1933年（昭和8年）12月には日本飛行学校の分教場（飛行練習場）が立川飛行場から羽田空港内に移転。共同創設者の玉井清太郎が命を失った事故から16年の月日を経て羽田の地に日本飛行学校が帰ることとなった。
以降多くの飛行士を輩出し、1944年（昭和19年）夏までは生徒を募集していることが官報により確認されているが、第二次大戦の終戦後はGHQの発した航空禁止令によって軍民を問わず航空機の飛行、製造、研究まで一切を禁止されたため、解散したと推定される。

### 1928年の状況

#### 設置学科
- 正科（2ヶ月）- 修身、理化学、電気学、発動機学、飛行機構造学、気象学、自動車構造学、自動車操縦法。
- 操縦科（正科＋4ヶ月＝6ヶ月）- 修身、気象学、飛行機構造学、発動機操作法、飛行機操縦法、飛行機製作及び修理法。

#### 学費等
学費は正科が入学金5円、授業料20円（2ヶ月分）、実習費100円（2ヶ月分）。操縦科（正科卒業者のみ）は授業料40円（4ヶ月分）、飛行実習費は1時間120円。生徒数は正科11名、操縦科7名、職員数13名。所在地は東京府蒲田町蒲田新宿十番地。分教場（飛行練習場）は東京府立川町三四四二番地。以上1928年（昭和3年）当時の内容。

### 1933年の状況

#### 設置学科
- 正科（2ヶ月）- 修身、飛行機構造学、航空力学、発動機学、気象学、自動車操縦術。
- 操縦科（正科＋4ヶ月＝6ヶ月）- 修身、飛行機構造学、航空力学、発動機学、気象学、飛行機製作及び修理法、飛行機操縦術。

#### 学費等
学費は正科が入学金5円、授業料10円、実習費70円。操縦科（正科卒業者のみ）は授業料40円、飛行実習費は1時間60円。職員数21名。所在地は東京市蒲田区新宿町一〇番地。以上1933年（昭和8年）当時の内容。

### エピソード
戦前から銀座六丁目で店を続ける銀座風月堂の女将・横山秀子は、自身が16歳の頃（1935年前後）に府立第六高等女学校の生徒ながら放課後は羽田の日本飛行学校に通い、男性に交じって教習を受けた。当時の授業料は学科が無料で飛行実習が一時間40円だったと戦後語っているが、当時としてもかなりの高額だったため一日に飛べる時間は十数分。離陸の瞬間から着陸まで時計で時間を計りつつ、一回3分の飛行を一日4回ほど繰り返して練習した。練習機は木製ボディに布張り翼のアブロ式。18歳の春には二等飛行士の免許を取ったが、当時女性に職業飛行士の道は無く21歳で結婚。終戦後の1953年（昭和28年）、33歳になった秀子は戦前同様に趣味で事業用飛行機操縦士の免許を取り直し（免許制度が変わった為）戦後の女性飛行士第一号となった。

## 主な在籍者
後に小説家となる稲垣足穂は近眼のため飛行練習生となれず、代わりに日本自動車学校へ通い自動車の運転資格を得ている。
- 円谷英二 - 1916年11月入校、1917年退校。
- 片岡文三郎 - 1917年入校。翌年玉井藤一郎について羽田飛行機研究所に移籍[注 13]。
- 上野艶子 - 1917年に18歳で入校した日本初の女性操縦士練習生[注 14]。
- 伏見善一 - 1923年11月入学。1924年10月卒業、三等操縦士。翌1925年に日本飛行学校の助教として採用され小川寛爾を補佐。1928年8月一等操縦士免許取得。後に主任教官を務めた[41]。
- 前田あさの - 1923年に17歳で日本自動車学校の航空科へ入校。日本で4人目の女性操縦士となる。
- 朴敬元 - 1925年4月に日本自動車学校速成科を、次に本科も卒業。さらに飛行学校正科へ進み、1926年12月三等操縦士、1928年8月に二等操縦士資格取得（女性で二等は3人目）[42]。1933年8月7日、あおつばめ号にて日満鮮親善飛行に飛び立ったが同日墜落した。
- 道紺俊雄 - 二等操縦士。1933年の朴敬元の葬儀では日本飛行学校の同窓生総代として弔辞を読んだ[43]。後に東京計器監査役[44]、東洋大学教授[45]。
- 尹公欽 - 1931年4月、正科に入校、同年6月卒業。
- 北村兼子 - 1931年入校、同年7月操縦士資格を取得。

## 沿革
- 1916年（大正5年）8月16日 - 玉井清太郎により日本飛行学校の設立が申請される。
- 1916年（大正5年）10月5日 - 三本葭飛行練習場で玉井式2号機の初飛行を披露。玉井はこの日を創立日とした。
- 1917年（大正6年）1月4日 - 認可が下り正式に開校。相羽有が主事、玉井清太郎が操縦教官。
- 1917年（大正6年）5月20日 - 清太郎が玉井式三号機で公開飛行するも墜死。学校は一時休校となる。
- 1917年（大正6年）7月9日 - 後援会の尽力により川上中尉が教官就任、飛行学校が再開される。
- 1917年（大正6年）10月1日 - 大型台風による高潮被害で格納庫もろとも機体を流失。実質閉校へ。
- 1917年（大正6年）10月 - 新たな認可を受け相羽が羽田穴守に日本自動車学校を設立[1]。
- 1919年（大正8年）9月 - 蒲田村（現在の京急蒲田駅西口）に建てた新校舎へ自動車学校が移転。
- 1921年（大正10年）2月 - 日本自動車学校に航空科（飛行科）が認可される[46]。
- 1923年（大正12年）3月 - 日本自動車学校に操縦科を新設し、陸軍立川飛行場敷地内の空き地に飛行練習所を開設[1]。
- 1924年（大正13年）3月27日 - 航空科が独立し日本飛行学校が再建される[注 15]。
- 1928年（昭和3年）9月 - 有が東京航空輸送社を設立。所在地は蒲田の日本飛行学校内[47]。
- 1933年（昭和8年）12月 - 日本飛行学校及び東京航空輸送社が羽田空港内に移転。